# Rebordosa
Rebordosa é uma cidade portuguesa sede da Freguesia de Rebordosa do Município de Paredes, freguesia com 11,17 km² de área e 8 496 habitantes (censo de 2021), tendo, por isso, uma densidade populacional de 760,6 hab./km².
A povoação de Rebordosa foi elevada à categoria de vila a 28 de junho de 1984 à categoria de cidade a 26 de agosto de 2003.

## Demografia
A população registada nos censos foi:
| Distribuição da População por Grupos Etários | Distribuição da População por Grupos Etários | Distribuição da População por Grupos Etários | Distribuição da População por Grupos Etários | Distribuição da População por Grupos Etários |
| -------------------------------------------- | -------------------------------------------- | -------------------------------------------- | -------------------------------------------- | -------------------------------------------- |
| Ano                                          | 0-14 Anos                                    | 15-24 Anos                                   | 25-64 Anos                                   | > 65 Anos                                    |
| 2001                                         | 2240                                         | 1652                                         | 5961                                         | 960                                          |
| 2011                                         | 1670                                         | 1146                                         | 5125                                         | 1165                                         |
| 2021                                         | 1159                                         | 1048                                         | 4785                                         | 1504                                         |

## Património
- Cruzeiros
- Igreja "velha" (antiga igreja Matriz)
- Moinhos de água
- Solar do Cabo
- Capela de Santa Luzia
- Capela de Santiago
- Capela de S. Marcos (Nossa Srª da Livração)
- Capela do Cemitério
- Cruz do Capitão
- Quinta de Cortinhas

## Festas e romarias
Em Rebordosa, ocorrem as festas em honra de São Miguel Arcanjo, seu padroeiro.  Celebram-se no primeiro fim de semana de julho .
A cidade (no lugar do Outeiro) é também o berço  da Serragem da Velha - um desfile simulando o cortejo fúnebre da "velha". Ao passar pela casa de solteironas, o séquito recita  quadras às mesmas. O desfile é acompanhado por vários carros alegóricos, carpideiras, bombos e outras tantas personagens que cumprem um ritual fúnebre pagão, com alguma sátira à mistura. No final, queima-se a "velha" juntamente com o seu enxoval. Tal tradição, que começou como uma brincadeira de amigos para se meterem com as solteiras, tornou-se num evento mais amplo, e o desfile passou a percorrer diferentes lugares da cidade.

## Figuras Ilustres
- Cândido Barbosa
- Ana Nunes

## Ligaçõesexternas
- «www.noticiasderebordosa.tk». - Portal de notícias de Rebordosa
- «www.jf-rebordosa.pt». - Junta de Freguesia de Rebordosa